# Bajío Verde
Bajío Verde är en ort i Mexiko.   Den ligger i kommunen Nuevo Ideal och delstaten Durango, i den centrala delen av landet, 900 km nordväst om huvudstaden Mexico City. Bajío Verde ligger 1 978 meter över havet och antalet invånare är 139.
Terrängen runt Bajío Verde är en högslätt. Runt Bajío Verde är det glesbefolkat, med 9 invånare per kvadratkilometer. Närmaste större samhälle är Nuevo Ideal, 9,1 km söder om Bajío Verde. I omgivningarna runt Bajío Verde växer huvudsakligen savannskog.